# Melitta Rühn
Melita Rühn, házassága után Fleischer (Nagyszeben, 1965. április 19. –) világbajnok és olimpiai ezüstérmes román szertornász, edző.
Egyike azon román tornászoknak, akik tökéletesen végrehajtott gyakorlatukra megkapták a maximális 10-es pontszámot.

## Életpályája
Hét éves korában kezdett tornázni a nagyszebeni sportklubban, ahol edzői Kristl Voiciulescu, Nicolae Buzoianu, Ana Crihan és Adrian Goreac. Dévára a sportlíceumba, illetve a román válogatottba kerülve Károlyi Márta és Béla edzették.

### Nemzetközi eredmények
Románia kétoldalú találkozói közül 1979-ben és 1980-ban is bronzérmes volt a Nagy-Britannia-Románián, először Éberle Emília és Anca Kiss, másodszor ugyancsak Éberle és Szabó Katalin mögött.
Románia Nemzetközi Bajnokságán 1980-ban ugrásban szerzett bajnoki címet, 1979-ben egyéni összetettben negyedik, 1980-ban pedig második helyen végzett.
Felnőtt Európa-bajnokságon egyszer vett részt, 1979-ben Koppenhágában, ahol ötödik helyen végzett egyéni összetettben.
Pályafutása során világbajnokságon egyszer vett részt, 1979-ben Fort Worth-ban, ahol a csapattal (Nadia Comăneci, Éberle Emília, Dumitrița Turner, Rodica Dunca, Marilena Vlădărău) megszerezte a román válogatott első világbajnoki címet, valamint két bronzérmet egyéni összetettben (Nelli Kim és Maxi Gnauck mögött) és talajon, továbbá hetedik helyezett lett ugrásban és nyolcadik gerendán.
Az 1980. évi nyári olimpiai játékokon Moszkvában ezüstérmet szerzett a csapattal (Nadia Comăneci, Éberle Emília, Rodica Dunca, Cristina Grigoraș, Dumitriţa Turner), és két bronzot ugrásban, illetve felemás korláton, ez utóbbit Steffi Kräkerrel és Marija Filatovával megosztva.

### Visszavonulása után
1982-ben, tizenhét éves korában vonult vissza. Ezután szülővárosában fejezte be a középiskolát, majd Bukarestben folytatott egyetemi tanulmányokat. 1990-ben Németországba emigrált, ahol egy Nürnberg melletti menekülttáborban töltött három hónapot.
Férje Roland Fleischer. Első, Stefi nevű lányuk 1990-ben, a második, Francisca 1992-ben született. A család 1993-ban Münchenbe költözött, ahol Melita egy iskolában lett tornatanár és vezet egy kisboltot.

## Díjak, kitüntetések
1981-ben Kiváló Sportolói címmel tüntették ki.